# Pobè
Pobè er en by, og hovedstad i departementet Plateau i Benin.
Kommunnen dækker et areal på 400 kvadratkilometer og havde i 2002 en befolkning på 82.910 mennesker.

## References
1. ↑  "Pobe". Atlas Monographique des Communes du Benin. Hentet 5. januar 2010.{{cite web}}:  CS1-vedligeholdelse: url-status (link)
2. ↑  "Communes of Benin". Statoids. Hentet 5. januar 2010.

6°58′N 2°41′Ø / 6.967°N 2.683°Ø